# Feuerkehlnachtigall
Die Feuerkehlnachtigall (Calliope pectardens, Syn.: Luscinia pectardens), auch Davidnachtigall, ist eine Singvogelart aus der Unterfamilie der Schmätzer (Saxicolinae) innerhalb der Familie der Fliegenschnäpper (Muscicapidae). Benannt ist sie nach dem französischen Lazaristen und Naturforscher Armand David, der sie zuerst beschrieben hat.

## Merkmale
Die Feuerkehlnachtigall erreicht eine Körperlänge von 14,5 cm. Beim Männchen ist die Oberseite schieferbraun. Die Flügel und der Schwanz sind schwarzbraun. Die Kopf- und Halsseiten sind schwarz. Am Hals befindet sich seitlich über den Schultern ein weißlicher Fleck. Über Kehle und Brustmitte erstreckt sich eine auffällige, lebhaft orange bis feuerrote Partie, von der der englische Name Firethroat herrührt. Der Bauch ist schmutzig weiß. Die basale Hälfte des Schwanzes hat weiße Außenkanten. Die Oberseite des Weibchens ist braun. Bei ihm fehlen die weißen Schwanzaußenkanten. Die Unterseite ist ockerfarben mit einer weißen Bauchmitte. Juvenile Vögel sind dunkelgrau gefleckt. Die weißen Schwanzseiten der Altvögel fehlen. Die Iris ist dunkelbraun, der Schnabel ist schwarz und die Füße sind bräunlich rosa.

## Lautäußerungen
Der langandauernde Gesang ist laut, wirkt lieblich und variiert mit jedem Ton, der mehrmals wiederholt wird. Manchmal werden die Phrasen anderer Vogelarten nachgeahmt und mit rauen Tönen durchsetzt. Der Alarmruf ist ein kehliges tok.

## Verbreitungsgebiet
Die Brutgebiete befinden sich im westlichen Sichuan (Emei Shan, Baoxing, Kanding, Moawen, Wenchuan), Yunnan (Lijiang) und im südöstlichen Tibet. Als Überwinterer wurde die Art im nordöstlichen Indien (Arunachal Pradesh und Meghalaya), in Bangladesch und im nordöstlichen Myanmar festgestellt.

## Lebensraum und Lebensweise
Der Lebensraum sind dichte montane Busch- und Bambuswälder in Höhenlagen zwischen 2800 und 3700 m, in Talgründen und entlang von Flussufern. Die Lebensweise ist nur wenig erforscht. Die Art ist sehr heimlich, daher ist es schwierig, sie zu beobachten. Die Nahrung der Feuerkehlnachtigall besteht aus Gliederfüßern, die sie auf dem Waldboden sucht. Typisch ist ein häufiges Aufspreizen des Schwanzes.

## Status
BirdLife International hat die Art auf die „Vorwarnliste“ (near threatened) gesetzt. Gegenwärtig wird die Population auf 10.000 bis 20.000 Altvögel geschätzt und das einzige aktuell bekannte Brutgebiet befindet sich im Wolong-Biosphärenreservat in Sichuan. Die Hauptgefährdungsurache liegt in der Entwaldung und in zunehmender Landnutzung sowohl in den Brut- als auch in den Überwinterungsgebieten.